# 정맥

정맥과 혈액의 역류를 막는 판막

움직이는 정맥판의 모습.

정맥(靜脈, vein)은 인간을 비롯한 대부분의 동물의 순환계에 있는 혈관으로 심장으로 혈액을 운반한다. 대부분의 정맥은 조직에서 탈산소혈액을 심장으로 다시 운반한다. 예외는 폐순환과 태아순환의 정맥으로, 이들은 산소화된 혈액을 심장으로 운반한다. 체순환에서 동맥은 산소화된 혈액을 심장에서 멀리 운반하고, 정맥은 심부 정맥에서 탈산소 혈액을 심장으로 되돌려 보낸다.
정맥의 크기는 대형, 중형, 소형의 세 가지가 있다. 더 작은 정맥은 세정맥이라고 불리며, 가장 작은 모세혈관후 세정맥은 미세순환의 정맥을 구성하는 미세한 혈관이다. 정맥은 동맥보다 피부에 더 가까이 있는 경우가 많다.
정맥은 동맥보다 민무늬근육과 결합 조직이 적고 내강의 직경이 더 넓다. 벽이 더 얇고 내강이 더 넓기 때문에 더 많은 혈액을 확장하고 담을 수 있다. 이 더 큰 정맥 용량은 이들에게 용량 혈관이라는 용어를 부여한다. 언제든지 인체 내 전체 혈액량의 거의 70%가 정맥에 있다. 중형 및 대형 정맥에서 혈액 흐름은 역류를 방지하기 위해 단방향 (일방향) 정맥 판막에 의해 유지된다. 하지는 근육 펌프, 즉 수축 시 근육 내 정맥에 압력을 가하여 혈액을 심장으로 되돌리는 정맥 펌프의 도움을 받기도 한다.

## 구조

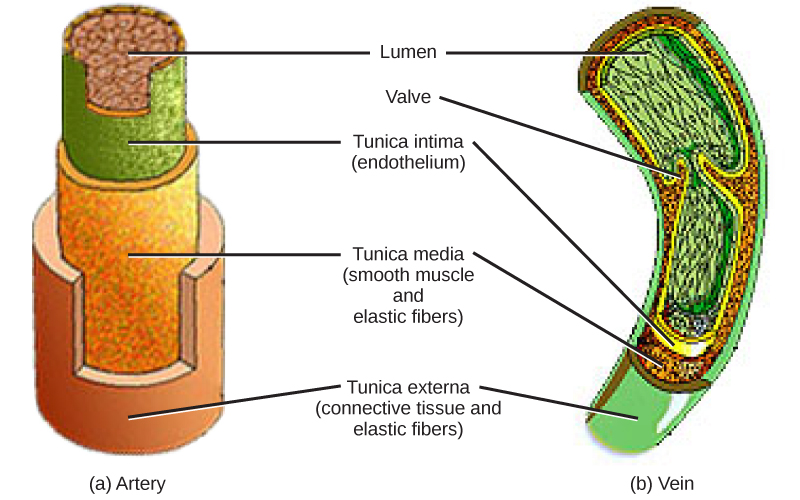
동맥벽과 비교하여 보여주는 정맥벽의 층

정맥은 대형, 중형, 소형의 세 가지 크기가 있다. 더 작은 정맥은 세정맥이라고 불린다. 가장 작은 정맥은 모세혈관후 세정맥이다. 정맥은 동맥과 유사한 세 층 구조를 가지고 있다. 피막이라고 알려진 층들은 혈관의 벽을 형성하는 동심원적 배열을 가지고 있다. 가장 바깥층은 바깥막 또는 외막이라고 불리는 두꺼운 결합 조직 층이다. 이 층은 모세혈관후 세정맥에는 없다. 중간층은 민무늬근육 띠로 구성되어 있으며 중간막이라고 알려져 있다. 가장 안쪽 층은 혈관내피의 얇은 내벽으로 내막이라고 알려져 있다. 정맥의 중간막은 동맥의 중간막보다 훨씬 얇은데, 정맥은 동맥이 겪는 높은 수축기 압력을 받지 않기 때문이다. 많은 정맥에는 단방향 흐름을 유지하는 판막이 존재한다.
동맥과 달리 정맥의 정확한 위치는 개인마다 다르다.
피부 표면에 가까운 정맥은 다양한 이유로 푸르게 보인다. 이러한 시각 변화에 기여하는 요인은 피부의 빛 산란 특성과 시각 겉질에 의한 시각 입력 처리와 관련이 있으며, 실제 정맥 혈액의 색깔(짙은 빨간색)과는 무관하다.

## 정맥계
정맥계는 혈액을 심장으로 되돌리는 체순환과 폐순환의 정맥 시스템이다. 체순환에서는 신체의 기관 (해부학)과 조직에서 탈산소화된 혈액이 돌아오고, 폐순환에서는 폐정맥이 폐에서 산소화된 혈액을 심장으로 되돌린다. 신체 혈액의 거의 70%가 정맥에 있으며, 이 중 거의 75%가 작은 정맥과 세정맥에 있다. 모든 체정맥은 가장 큰 정맥인 위대정맥과 아래대정맥의 지류이며, 이들은 산소 고갈 혈액을 심장의 오른심방으로 비운다. 정맥의 얇은 벽과 더 넓은 내강은 더 많은 혈액량을 담을 수 있게 하며, 이러한 더 큰 용량은 이들에게 용량 혈관이라는 용어를 부여한다. 이 특성은 시스템 내 압력 변화에 대한 적응도 가능하게 한다. 모세혈관후 세정맥을 제외한 전체 정맥계는 대량, 저압 시스템이다. 정맥계는 종종 비대칭적이며, 주요 정맥은 비교적 일정한 위치를 유지하지만, 동맥과 달리 정맥의 정확한 위치는 개인마다 다르다.

대정맥과 폐순환 혈관의 위치 다이어그램

정맥은 가장 작은 모세혈관후 세정맥과 더 근육질의 세정맥부터 작은 정맥, 중간 정맥, 큰 정맥까지 크기가 다양하다. 정맥 벽의 두께는 위치에 따라 다르다. 다리 정맥 벽은 팔 정맥 벽보다 훨씬 두껍다. 순환계에서 혈액은 동맥혈이 정맥혈로 변하는 모세혈관망에서 정맥계로 처음 들어간다.
가슴대동맥, 빗장밑동맥, 넙다리동맥, 오금동맥과 같은 큰 동맥들은 같은 부위의 혈액을 배출하는 단일 정맥 가까이에 위치한다. 다른 동맥들은 종종 결합 조직 막으로 둘러싸인 한 쌍의 정맥과 함께 있다. 동반 정맥은 동반정맥 또는 위성 정맥이라고 알려져 있으며, 동맥의 양쪽을 따라 흐른다. 관련 신경도 함께 둘러싸여 있을 때는 막을 신경혈관다발이라고 한다. 동맥과 정맥의 이러한 밀접한 근접성은 동맥의 맥박으로 인해 복귀 정맥혈을 돕는다. 또한 대향류 교환을 통해 큰 동맥에서 정맥으로 열 전달을 촉진하여 정상 체온을 유지하는 데 도움을 준다.
세정맥

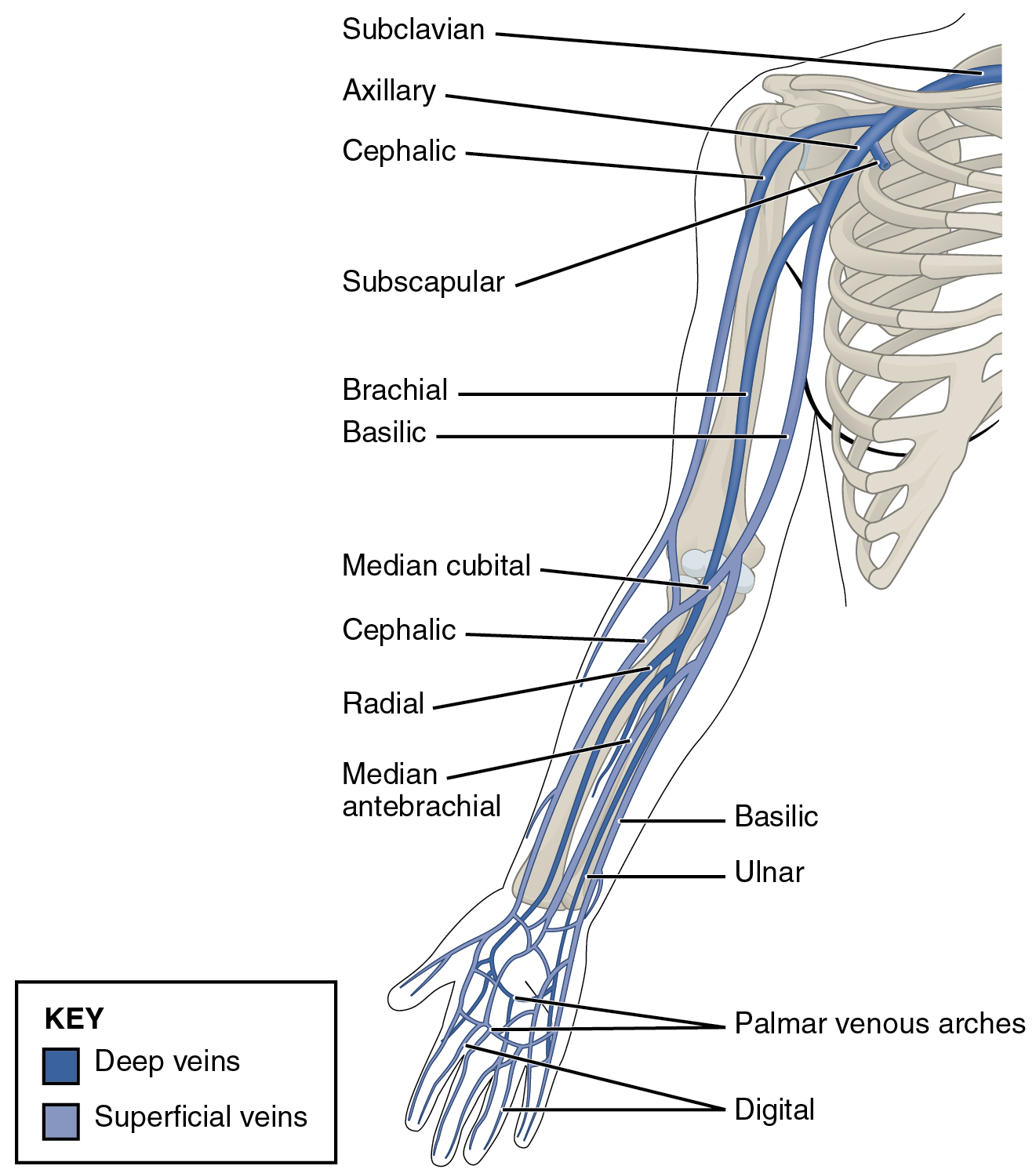
팔과 흉부 부근의 심부 및 표재 정맥

정맥혈의 첫 진입은 두 개 이상의 모세혈관이 미세한 모세혈관후 세정맥으로 합쳐지는 곳에서 이루어진다. 모세혈관후 세정맥은 직경이 10~30 마이크로미터 (μm)이며, 미세순환의 일부이다. 이들의 혈관내피는 편평한 타원형 또는 다각형 세포로 구성되어 있으며 바닥판으로 둘러싸여 있다. 모세혈관후 세정맥은 너무 작아 민무늬근육 층을 가질 수 없으며, 대신 이들을 감싸는 모세혈관주위세포에 의해 지지된다. 모세혈관후 세정맥은 직경이 50 μm에 도달하면 근육 세정맥이 되며, 최대 1 mm의 직경에 도달할 수 있다. 이 더 큰 세정맥은 작은 정맥으로 혈액을 공급한다.
작은, 중간, 큰 정맥
작은 정맥들은 합쳐져 중간 크기의 정맥으로 지류를 형성한다. 중간 정맥들은 속목정맥과 콩팥정맥, 그리고 혈액을 직접 심장으로 운반하는 대정맥을 포함하는 큰 정맥들로 혈액을 공급한다. 대정맥은 위와 아래에서 심장의 오른쪽 심방으로 들어간다. 위쪽에서는 위대정맥이 팔, 머리, 가슴의 혈액을 심장의 오른쪽 심방으로 운반하고, 아래쪽에서는 아래대정맥이 다리와 배 (해부학)의 혈액을 오른쪽 심방으로 운반한다. 아래대정맥은 둘 중 더 크다. 아래대정맥은 후복막공간에 위치하며 배대동맥과 거의 평행하게 척주를 따라 오른쪽으로 흐른다.
심부, 표재, 관통 정맥
정맥계의 세 가지 주요 구획은 심부정맥, 표재정맥, 그리고 관통정맥이다. 표재정맥은 신체 표면에 더 가까이 있으며, 해당 동맥이 없다. 심부정맥은 신체 깊은 곳에 있으며, 해당 동맥이 있다. 관통정맥은 표재정맥에서 심부정맥으로 혈액을 배출한다. 이들은 일반적으로 하지와 발에서 언급된다. 표재정맥에는 직경 0.5~1 mm의 매우 작은 거미정맥과 그물정맥이 포함된다.
정맥 얼기
정맥이 특정 신체 부위에서 뭉쳐 있거나 때로는 그물망 형태로 결합되어 있는 여러 정맥 얼기가 있다. 배트슨 정맥 얼기는 내부 척주를 통해 흉부 정맥과 골반 정맥을 연결한다. 이 정맥들은 판막이 없는 것으로 알려져 있으며, 특정 암의 전이 (의학)의 원인으로 여겨진다.
피하 정맥얼기는 연속적이며, 작은 동정맥 문합에 의해 높은 유속이 공급된다. 높은 유속은 정맥 벽으로의 열 전달을 보장한다.

### 정맥 판막

오금정맥 내 판막이 혈액이 흐르도록 열리고 역류를 막기 위해 닫히는 영상

역류를 막는 정맥 판막

혈액은 전신 심부 정맥을 통해 심장으로 돌아오며, 심부 정맥, 표재 정맥, 관통 정맥에 있는 단방향 판막에 의해 혈액의 흐름이 유지된다. 정맥 판막은 정맥의 낮은 압력과 중력으로 인한 역류를 방지하는 역할을 한다. 또한 정맥의 과도한 확장을 방지하는 역할도 한다.
정맥 판막은 이첨판(두 개의 엽이 있음)이며, 정맥 내강 양쪽의 내막 일부가 안으로 접혀 형성된다. 엽은 아교질과 탄력 섬유로 강화되어 있으며, 혈관내피로 덮여 있다. 판막 엽의 표면, 즉 정맥 벽을 향하는 혈관내피 세포는 횡방향으로 배열되어 있다. 혈액이 흐르도록 열리는 판막 엽의 표면에는 세포가 흐름 방향으로 종방향으로 배열되어 있다. 엽은 볼록한 가장자리에서 정맥 벽에 부착되어 있다. 엽의 가장자리는 오목하며, 흐름에 따라 벽에 기대어 놓여 있다. 판막이 형성됨에 따라 엽이 부착되는 정맥 벽은 양쪽으로 확장된다. 이러한 확장은 심장 쪽의 주머니, 즉 속이 빈 컵 모양의 영역을 형성하며, 이를 판막동이라고 한다. 판막동의 혈관내피 세포는 판막이 없는 부위의 세포보다 두 배 더 늘어날 수 있다. 혈액이 방향을 바꾸려 할 때(낮은 정맥압과 중력으로 인해), 판막동이 먼저 채워져 판막 엽을 닫고 서로 붙어 있게 한다. 정맥 판막의 약 95%는 300 마이크로미터 미만의 작은 정맥에 있다.
하지의 심부정맥에는 총넙다리정맥, 넙다리정맥, 깊은넙다리정맥; 오금정맥, 정강 및 종아리뼈정맥이 포함된다. 총넙다리정맥에는 두렁정맥넙다리동맥결합 위에 상두렁정맥 판막이라고 불리는 판막이 하나 있다. 동일한 통로에 때때로 두 개의 판막이 있을 수 있다. 넙다리정맥에는 종종 세 개의 판막이 있는데, 가장 흔하게 발견되는 판막은 깊은넙다리정맥이 합류하는 지점 바로 아래에 있다. 깊은넙다리정맥과 그 관통 정맥에는 판막이 있다. 오금정맥에는 1개에서 3개의 판막이 있고, 각 뒤정강정맥에는 8개에서 19개의 판막이 있으며, 앞정강정맥에는 8개에서 11개의 판막이 있다.
표재정맥에는 큰두렁정맥 (GSV)의 넓적다리 부분에 1개에서 7개의 판막이 있고, 무릎 아래에 2개에서 6개의 판막, 발의 주변 정맥에 1개에서 4개의 판막이 있다. GSV의 종착점에는 넙다리정맥으로부터의 역류를 막기 위한 종말 판막이 있다. 종말 전 판막은 지류의 개구부 바로 아래에 위치하여 이들로부터 GSV로의 역류를 막는다. GSV의 기능부전은 정맥류의 흔한 원인이다.
판막은 또한 혈액 기둥을 분할하여 혈액이 심장으로 단방향으로 이동하는 데 도움을 준다. 이들의 작용은 정맥을 수축시키고 압박하는 골격근 펌프의 작용에 의해 지지된다. 골격근은 근막에 싸여 있으며, 근육이 넓어지도록 수축하면 정맥에 압박이 가해져 혈액이 앞으로 밀려나간다. 종아리 근육이 수축할 때 관통 정맥의 판막은 심부 정맥에서 표재 정맥으로의 역류를 막기 위해 닫힌다. 중력의 영향이 커서 아래 다리에 판막이 더 많으며, 엉덩이 쪽으로 갈수록 수가 줄어든다. 가슴이나 배 (해부학)의 정맥에는 판막이 없다.
대혈관 중 하나인 아래대정맥과 오른쪽 심방의 접합부에는 아래대정맥 판막이라고도 알려진 유스타키오 판막이 있다. 이 판막은 배아의 잔존물이며 성인에게는 중요하지 않다. 그러나 지속될 경우 문제를 일으킬 수 있다.

### 순환 경로

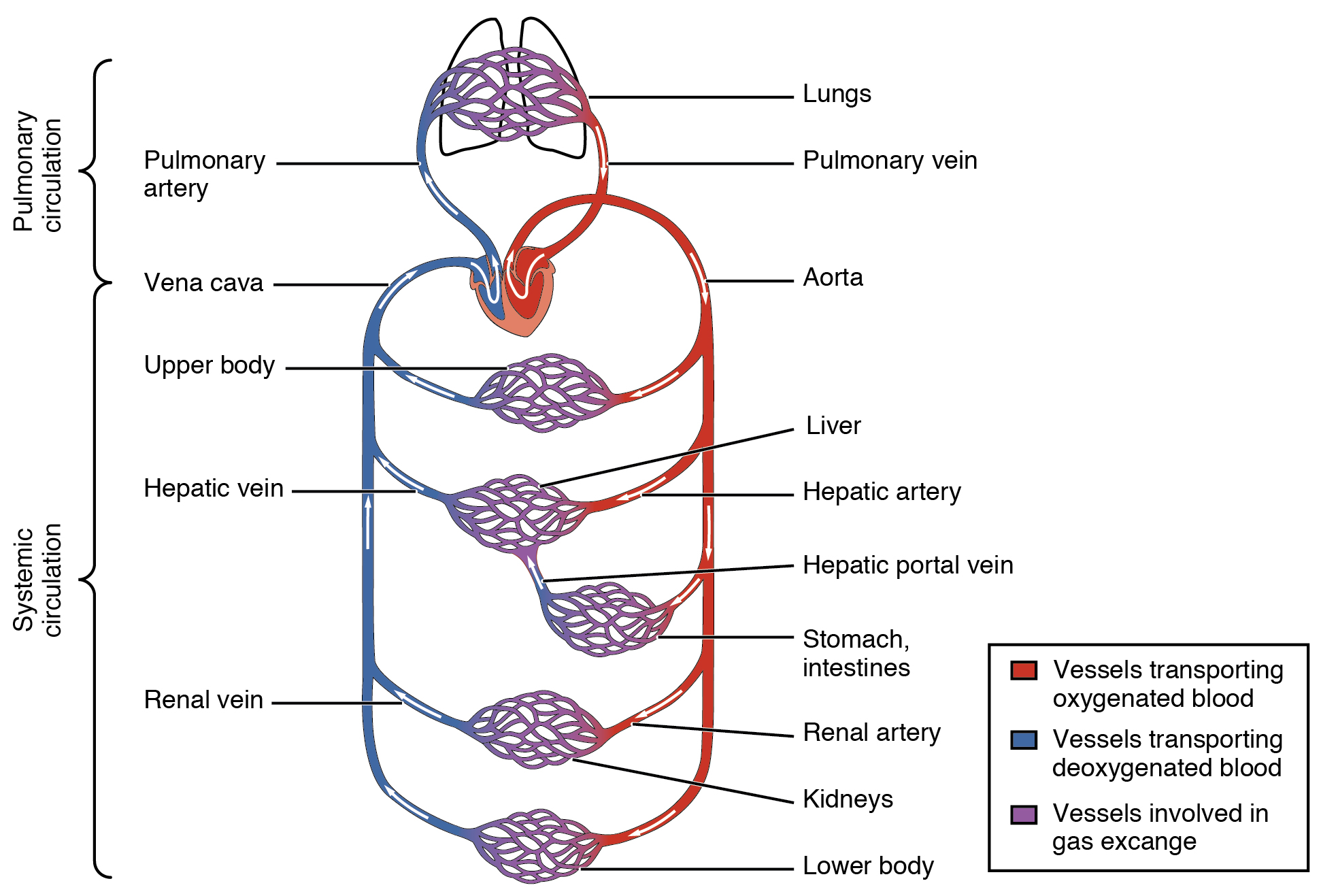
허파, 간, 콩팥 등 특정 부위의 모세혈관망에서 정맥혈이 흐르는 모습을 보여주는 다이어그램

특정 부위와 기관 (해부학)에 혈액을 공급하는 몇몇 분리된 병렬 체순환 경로가 있다. 여기에는 관상 순환, 뇌 순환, 기관지 순환, 신장 순환이 포함된다.
관상 순환
관상 순환에서는 심장에 대한 혈액 공급이 심장정맥 (또는 관상정맥)에 의해 배출되어 심장근육에서 탈산소화된 혈액을 제거한다. 여기에는 큰심장정맥, 중심장정맥, 작은심장정맥, 가장작은심장정맥, 그리고 앞심장정맥이 포함된다. 심장정맥은 산소 수준이 낮은 혈액을 심장 근육에서 오른심방으로 운반한다. 심장정맥 혈액의 대부분은 심장정맥동굴을 통해 돌아온다. 심장 정맥의 해부학은 매우 다양하지만, 일반적으로 다음 정맥들로 구성된다: 심장정맥동굴로 들어가는 심장 정맥: 큰심장정맥, 중심장정맥, 작은심장정맥, 왼심실의 뒤정맥, 그리고 왼심방의 비스듬한 정맥 (마셜의 비스듬한 정맥). 오른쪽 심방으로 직접 들어가는 심장 정맥: 앞심장정맥, 그리고 가장작은심장정맥 (테베시안 정맥).
기관지 순환
폐 조직에 혈액을 공급하는 기관지 순환에서 기관지정맥은 큰 주 기관지에서 정맥혈을 홀정맥으로 배출하여 궁극적으로 오른쪽 심방으로 흘러들어간다. 폐 내부 기관지에서 나오는 정맥혈은 폐정맥으로 배출되어 왼쪽 심방으로 비워진다. 이 혈액은 모세혈관망을 통과하지 않았기 때문에 산소화되지 않았으므로 소량의 단락된 탈산소 혈액을 체순환으로 공급한다.
뇌 순환
대뇌에 혈액을 공급하는 뇌 순환에서 정맥 배출은 표재성 및 심부성 두 가지 하위 분류로 나눌 수 있다.
표재성 시스템은 경질막 정맥굴로 구성되어 있으며, 이는 전통적인 정맥과 달리 경질막으로 벽이 구성되어 있다. 따라서 경질막동은 대뇌 표면에 위치한다. 이들 동맥굴 중 가장 두드러진 것은 위시상정맥동으로, 대뇌 천장의 중앙선 아래, 후방 및 하방으로 동맥굴 합류점까지 흐르며, 여기서 표재성 배출이 주로 심부 정맥계를 배출하는 동맥굴과 합류한다. 여기에서 두 개의 가로정맥굴이 두 갈래로 나뉘어 측면 및 하방으로 S자형 곡선을 그리며 구불정맥굴을 형성하고, 이는 두 개의 목정맥으로 이어진다. 목에서 목정맥은 목동맥의 상방 경로와 평행하게 흐르며 혈액을 위대정맥으로 배출한다.
심부 정맥 배출은 주로 뇌의 심부 구조 내에 있는 전통적인 정맥으로 구성되며, 중뇌 뒤에서 합쳐져 갈렌정맥을 형성한다. 이 정맥은 아래시상정맥동과 합쳐져 곧은정맥동을 형성하며, 이는 위에서 언급된 표재 정맥계와 동맥굴 합류점에서 합쳐진다.
문맥계
문맥계는 두 개의 모세혈관망을 직접 연결하는 일련의 정맥 또는 세정맥이다. 척추동물에는 간문맥계와 뇌하수체 문맥계의 두 가지 시스템이 있다.
문합
문합은 혈관과 같은 두 구조의 연결을 의미한다. 순환계에서는 이를 순환 문합이라고 하며, 그 중 하나는 동맥과 정맥 사이의 연결로 동정맥 문합이라고 알려져 있다. 이 매우 근육질인 연결은 정맥 혈액이 모세혈관망을 통과하지 않고 동맥에서 정맥으로 직접 이동할 수 있게 한다.
동정맥 기형이라고 알려진 비정상적인 연결이 존재할 수 있다. 이들은 보통 선천적이며, 모세혈관 엉킴으로 인해 연결이 이루어진다. 뇌동정맥 기형은 대뇌에 위치한 것이다. 동맥과 정맥 사이의 불규칙한 연결은 동정맥 누공이라고 알려져 있다.
사구체 또는 기관이라고 알려진 작은 특수 동정맥 문합은 손가락과 발가락에서 열을 전달하는 역할을 한다. 이 작은 연결은 두꺼워진 결합 조직의 캡슐로 둘러싸여 있다. 손과 발에는 많은 사구체가 있다.
혈관 단락
혈관 단락은 또한 모세혈관망을 우회하여 혈액 공급을 직접 집합 세정맥으로 제공하는 경로를 제공할 수 있다. 이는 약 100개의 모세혈관에 혈액을 공급하는 동맥세정맥에 의해 이루어진다. 이들의 접합부에는 모세혈관망으로의 혈액 흐름을 엄격하게 조절하는 전모세혈관괄약근이 있다. 모든 괄약근이 닫히면 혈액은 동맥세정맥에서 통로관을 거쳐 집합 세정맥으로 흐르며 모세혈관망을 우회한다.
기타
교통정맥은 자코미니 정맥처럼 동일한 시스템의 두 부분을 직접 연결한다. 자코미니 정맥은 (표재성) 작은두렁정맥과 (표재성) 큰두렁정맥을 연결한다. 말초 정맥은 사지와 손 및 발에서 혈액을 운반한다.

## 미세 해부학

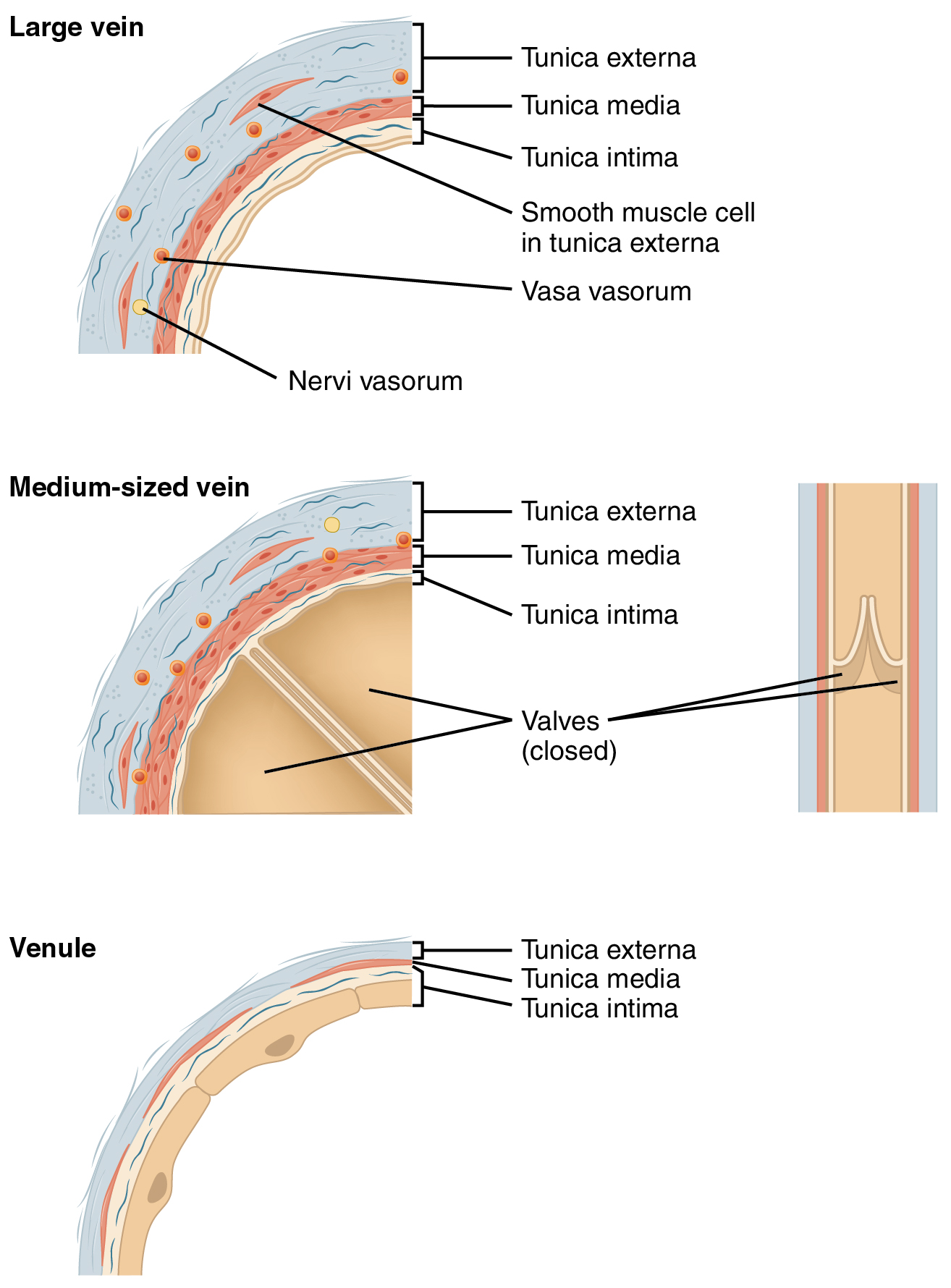
서로 다른 구성 비율을 가진 다양한 크기 정맥의 도표

정맥 벽의 세 층은 바깥쪽 바깥막, 중간 중간막, 안쪽 내막이다. 또한 많은 정맥에는 수많은 판막이 존재한다.
바깥쪽 바깥막은 외막이라고도 불리며, 두꺼운 결합 조직의 막이다. 이 층은 모세혈관후 세정맥에는 없다.
중간 중간막은 주로 혈관 민무늬근육 세포, 탄력 섬유 및 아교질로 구성된다. 이 층은 동맥의 중간막보다 훨씬 얇다. 혈관 민무늬근육 세포는 정맥 내강의 크기를 조절하여 혈압을 조절하는 데 도움을 준다.
내부 혈관내피는 단일 층의 극도로 편평한 상피세포로 구성된 혈관내피 내벽으로, 섬세한 결합 조직에 의해 지지된다. 이 혈관내피하층은 얇지만 변화무쌍한 결합 조직이다. 혈관내피는 혈관의 벽 두께와 내강의 상대적 크기 면에서 가장 많은 변화를 보인다. 혈관내피 세포는 인접한 민무늬근육 층의 세포로 용해성 가스인 일산화 질소를 지속적으로 생산한다. 이 지속적인 합성은 혈관내피형 질소 산화물 합성효소 (eNOS) 효소에 의해 수행된다. 다른 혈관내피 분비물로는 엔도텔린 및 트롬복산 (혈관 수축제)과 혈관 확장제인 프로스타사이클린이 있다.

## 발달
인체 배아 발달은 난황낭과 배아 사이의 양방향 혈액 흐름인 난황 순환에 전적으로 의존한다. 난황낭은 가장 먼저 나타나는 난황외 구조이다. 이 순환은 태반의 완전한 발달 이전에 영양소 교환을 가능하게 하는 데 중요하다. 17일경 난황낭 벽의 내장 중배엽에서 혈관이 형성되기 시작한다. 혈관 형성 과정에서 모세혈관이 형성되고, 이들은 길어져 서로 연결되어 광범위한 원시 혈관망을 형성한다. 혈액은 원시 대동맥에서 공급되고, 난황낭에서 배아로 난황정맥을 통해 배출된다. 3주 말경 난황낭, 연결경, 융모막 융모는 완전히 혈관화된다.
4주 중반에 심장이 뛰기 시작하고 혈액 순환이 시작된다. 원시 유출관은 세 쌍의 대동맥궁으로 구성된다. 유입관은 난황정맥, 배꼽정맥, 기저정맥 등 6쌍의 정맥으로 구성된다.

## 기능
체순환에서 정맥은 산소 고갈 혈액을 기관 (해부학)과 조직에서 오른심장으로 되돌려 보낸다. 여기서 혈액은 폐순환을 위해 폐동맥으로 이동하여 산소 풍부 혈액을 폐정맥을 통해 왼심장으로 되돌려 보내고, 다시 체순환으로 펌프질되어 순환을 완료한다. 정맥은 동맥보다 벽이 얇고 직경이 넓어 확장하여 더 많은 혈액량을 담을 수 있다. 이는 시스템 내의 다양한 압력을 수용할 수 있는 용량의 기능적 역할을 부여한다. 모세혈관후 세정맥을 제외한 정맥계는 고용량, 저압 시스템이다. 혈관 민무늬근육 세포는 정맥 내강의 크기를 조절하여 혈압을 조절하는 데 도움을 준다.
모세혈관후 세정맥은 극도로 얇은 벽을 통해 분자들이 모세혈관에서 쉽게 확산될 수 있도록 하는 교환 혈관이다.
혈액이 심장으로 돌아오는 것은 골격근 펌프의 작용과 호흡 시 흉부 펌프의 작용에 의해 도움을 받는다. 장시간 서 있거나 앉아 있으면 정맥 정체로 인한 저정맥귀환 (혈관성) 쇼크가 발생할 수 있다. 실신이 발생할 수 있지만, 일반적으로 대동맥동 내의 압력수용기가 압력반사를 시작하여 안지오텐신 II와 노르에피네프린이 혈관 수축을 자극하고 심박수가 증가하여 혈액 흐름을 되돌린다. 신경성 쇼크 및 저혈량성 쇼크도 실신을 유발할 수 있다. 이러한 경우, 정맥을 둘러싼 민무늬근육이 이완되어 정맥에 신체 혈액의 대부분이 채워져 뇌로의 혈액 공급을 막아 의식 불명을 유발한다. 제트기 조종사는 정맥귀환과 혈압을 유지하는 데 도움이 되는 가압복을 착용한다.

## 임상적 중요성
대부분의 정맥 질환은 혈전과 같은 폐쇄 또는 판막의 부전, 또는 이 두 가지 모두를 포함한다. 다른 상태는 염증 또는 압박으로 인해 발생할 수 있다. 노화는 정맥 질환의 주요 독립적인 위험 요소이다. 정맥 질환의 진단 및 치료를 다루는 의학 전문 분야는 정맥학 (또는 정맥병학)으로 알려져 있으며, 관련 전문가는 정맥학 의사이다. 많은 정맥 질환을 치료하기 위해 혈관 외과의가 수행하는 여러 혈관외과 수술 및 혈관 내 수술이 있다.

### 정맥 기능 부전
정맥 기능 부전은 정맥계에서 가장 흔한 질환이며, 일반적으로 모세혈관확장증 또는 정맥류로 나타난다. 정맥 내열 제거술 (고주파 또는 레이저 에너지 사용), 정맥 제거술, 보행 정맥 절제술, 거품 경화요법, 레이저, 또는 압박을 포함한 여러 치료법이 있다.
혈전후 증후군은 심부정맥 혈전증 이후 발생하는 정맥 기능 부전이다.

### 정맥 혈전증
정맥혈전증은 정맥 내에 혈전 (혈액 응고)이 형성되는 것이다. 이는 가장 흔하게 심부정맥 혈전증 (DVT)으로 알려진 심부정맥에 영향을 미치지만, 표재정맥 혈전증 (SVT)으로 알려진 표재정맥에도 영향을 미칠 수 있다.

#### 심부정맥 혈전증
DVT는 일반적으로 다리의 정맥에서 발생하지만, 팔의 심부 정맥에서도 발생할 수 있다. 부동, 활동성 암, 비만, 외상성 손상, 혈전 발생 가능성을 높이는 선천성 질환 등은 모두 심부정맥 혈전증의 위험 요인이다. 이는 영향을 받은 사지를 붓게 하고, 통증과 그 위에 피부 발진을 유발할 수 있다. 최악의 경우, 심부정맥 혈전증은 확장될 수 있으며, 혈전의 일부가 색전으로 떨어져 나가 폐의 허파동맥에 박혀 폐 색전증을 유발할 수 있다.
심부정맥 혈전증의 치료 결정은 크기, 증상, 위험 요인에 따라 달라진다. 일반적으로 혈전을 예방하거나 크기를 줄이기 위한 항응고제 치료가 포함된다. 간헐적 공압 압박은 부종이나 심부정맥 혈전증의 위험이 있는 경우 정맥 순환을 개선하기 위해 사용되는 방법이다.

#### 표재정맥 혈전증
표재정맥 혈전증(SVT)은 표재정맥에 혈전이 발생하는 것이다. SVT는 일반적으로 임상적으로 중요하지 않지만, 혈전이 심부정맥계로 이동하여 폐 색전증을 유발할 수도 있다. 하지 SVT의 주요 위험 요인은 정맥류이다.

### 문맥고혈압
간문맥이라고도 알려진 문맥은 대부분의 위창자길에서 배출된 혈액을 간으로 운반한다. 문맥고혈압은 주로 간의 간경화증에 의해 발생한다. 다른 원인으로는 간정맥의 폐쇄성 혈전 (버드 키아리 증후군) 또는 종양이나 결핵 병변으로 인한 압박이 포함될 수 있다. 문맥의 압력이 증가하면 곁순환이 발달하여 식도정맥류와 같은 눈에 보이는 정맥이 나타난다.

### 정맥염
정맥염은 정맥의 염증이다. 이는 일반적으로 혈전과 동반되며, 이 경우 혈전성 정맥염이라고 알려져 있다. 영향을 받은 정맥이 다리의 표재정맥일 경우 표재성 혈전성 정맥염으로 알려져 있으며, 심부정맥 혈전증과 달리 혈전이 색전으로 떨어져 나갈 위험이 거의 없다.

### 압박
일부 질환은 정맥의 압박으로 인해 발생한다. 여기에는 빗장밑정맥의 압박으로 인한 정맥형 흉곽출구증후군; 주로 왼쪽 콩팥정맥의 압박으로 인한 호두까기증후군, 그리고 엉덩정맥의 압박과 관련된 메이-터너 증후군이 포함되며, 이는 엉덩넙다리정맥 혈전증으로 이어질 수 있다. 주로 암으로 인한 위대정맥의 압박은 상대정맥 증후군으로 이어질 수 있다.

### 혈관 이상
혈관 이상은 혈관종 또는 모반, 또는 혈관 기형일 수 있다.
 유아 혈관종과 같은 종양에서는 덩어리가 부드럽고 쉽게 압박되며, 색깔은 확장된 이상이 있는 정맥 때문입니다. 이들은 주로 머리와 목에서 발견된다. 정맥 기형은 정맥을 침범하는 혈관 기형의 일종이다. 이들은 표면에서 보이는 것보다 깊게 확장되어 아래의 근육이나 뼈에 도달할 수 있다. 목에서는 구강점막이나 침샘으로 확장될 수 있다. 이들은 혈관 기형 중 가장 흔하다. 심각한 정맥 기형은 림프관도 침범하여 림프정맥 기형을 형성할 수 있다.

### 정맥 접근
정맥 접근은 정맥을 통해 혈류에 접근하는 모든 방법을 의미하며, 약물이나 체액과 같은 정맥 주사 요법, 비경구 영양, 분석을 위한 혈액 채취, 또는 인공투석이나 성분채집술과 같은 혈액 기반 치료를 위한 접근 지점을 제공하는 데 사용된다. 접근은 주로 중심정맥관 삽입을 통해 이루어지며, 셀딩거 기법과 초음파 및 투시와 같은 유도 도구도 접근 위치를 돕는 데 사용될 수 있다.

### 영상화
의료 초음파, 특히 이중 초음파는 정맥 질환 진단에서 정맥을 시각화하는 가장 일반적이고 널리 사용되는 방법이다. 정맥 조영술은 카테터를 사용하여 조영제를 주입하고 정맥의 엑스선 촬영을 하는 침습적 시술이다. 증강 현실 의료 애플리케이션은 피하 정맥을 촬영하고 그 이미지를 화면이나 피부에 투영하는 근적외선 정맥 탐지기이다.

#### 인식 기술
정맥을 이용한 일부 영상 기술이 식별 목적으로 개발되었다. 이러한 정맥 인식 기술에는 손가락 정맥 인식 및 눈 정맥 인증이 포함된다.

## 역사
그리스 의사 헤로필로스 (기원전 335년 출생)는 동맥과 정맥을 구별했으며, 동맥의 벽이 더 두껍다는 것을 주목했지만, 맥박은 동맥 자체의 특성이라고 생각했다. 그리스 해부학자 에라시스트라토스는 살아있는 동안 동맥을 절개하면 피가 난다는 것을 관찰했다. 그는 이 사실을 동맥에서 빠져나간 공기가 정맥과 동맥 사이의 매우 작은 혈관을 통해 들어온 혈액으로 대체되는 현상 때문이라고 설명했다. 따라서 그는 모세혈관을 가정했지만 혈액의 흐름이 역전된 것이었다.
기원후 2세기 로마에서 그리스 의사 갈레노스는 혈관이 혈액을 운반한다는 것을 알았고, 정맥혈 (짙은 빨간색)과 동맥혈 (더 밝고 얇음)을 각각 별개의 기능으로 식별했다. 성장과 에너지는 유미즙에서 간에서 생성된 정맥혈에서 파생되었고, 동맥혈은 프네우마 (공기)를 포함하여 활력을 주었고 심장에서 비롯되었다. 혈액은 두 생성 기관에서 신체의 모든 부분으로 흘러가 소모되었고 심장이나 간으로 혈액이 돌아오지 않았다. 심장은 혈액을 펌프질하지 않았으며, 심장의 움직임은 확장기 동안 혈액을 빨아들였고, 혈액은 동맥 자체의 박동에 의해 움직였다.

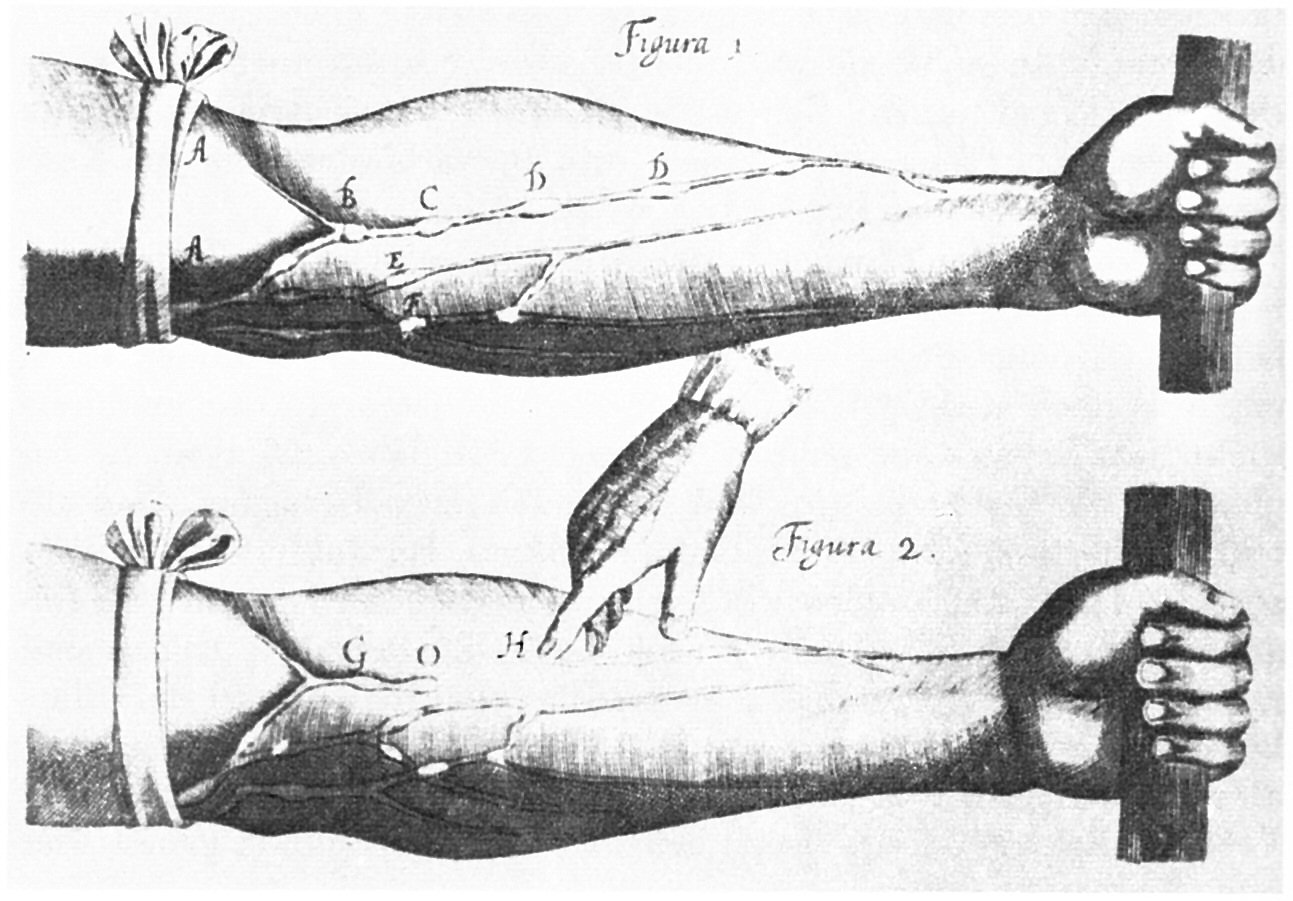
윌리엄 하비의 "동물 심장과 혈액 운동에 관한 해부학적 연습"에서 정맥 이미지

갈레노스는 동맥혈이 좌심실에서 우심실로 심실중격의 '구멍'을 통해 정맥혈이 통과하면서 생성되며, 폐에서 폐동맥을 통해 공기가 심장의 좌측으로 통과한다고 믿었다. 동맥혈이 생성되면서 '그을음' 증기가 생성되어 폐동맥을 통해 폐로도 전달되어 숨으로 내쉬어진다고 생각했다.
게다가, 이븐 알나피스는 나중에 더 큰 모세혈관 순환 이론이 될 통찰력을 가지고 있었다. 그는 "폐동맥과 정맥 사이에 작은 소통 또는 구멍(아랍어로 manafidh)이 있어야 한다"고 말했는데, 이는 모세혈관 시스템 발견보다 400년 이상 앞선 예측이었다. 그러나 이븐 알나피스의 이론은 폐에서의 혈액 이동에 국한되었고, 전신에 걸쳐 확장되지는 않았다.
마지막으로, 히에로니무스 파브리시우스의 제자였던 윌리엄 하비는 (그는 이전에 정맥의 판막을 설명했지만 그 기능을 인식하지 못했다) 일련의 실험을 수행하고 1628년에 "동물 심장과 혈액 운동에 관한 해부학적 연습"을 출판했다. 이 책은 "폐뿐만 아니라 온몸에서 정맥계와 동맥계 사이에 직접적인 연결이 있어야 함을 입증했다. 가장 중요하게, 그는 심장의 박동이 신체 말단의 미세한 연결을 통해 혈액의 연속적인 순환을 만들어낸다고 주장했다. 이는 이븐 알나피스의 심장과 폐의 해부학 및 혈류에 대한 정교화와는 상당히 다른 개념적 도약이었다." 이 작업은 본질적으로 정확한 설명을 통해 서서히 의학계를 설득했다. 그러나 하비는 동맥과 정맥을 연결하는 모세혈관 시스템을 식별할 수 없었고, 이는 나중에 1661년 마르첼로 말피기에 의해 발견되었다.

## 같이 보기
- 인체 혈관
- 폐순환
- 동맥
- 하지정맥류